# Las Gavias
Las Gavias är en ort i Mexiko.   Den ligger i kommunen Ciudad del Maíz och delstaten San Luis Potosí, i den centrala delen av landet, 300 km norr om huvudstaden Mexico City. Las Gavias ligger 1 318 meter över havet och antalet invånare är 115.
Terrängen runt Las Gavias är kuperad. Runt Las Gavias är det ganska glesbefolkat, med 21 invånare per kvadratkilometer. Närmaste större samhälle är Alaquines, 14,4 km sydväst om Las Gavias. I omgivningarna runt Las Gavias växer i huvudsak städsegrön lövskog.